# Регламент про надання споживачам інформації про харчові продукти
Регла́мент про нада́ння́ споживача́м інформа́ції про харчові́ проду́кти — нормативно-правовий акт Європейського Союзу, що стосується інформації про харчові продукти в Європейському Союзі. Існують інші нормативно-правові акти ЄС, які визначають правила для певних видів харчових продуктів.
Принципи, що регулюють обов’язкову інформацію про харчові продукти, містяться в статті 4, а перелік обов’язкових даних – у статті 9. Будь-який захід Союзу у сфері законодавства щодо інформації про харчові продукти, який може вплинути на здоров’я населення, приймається після консультації з Європейським агентством з безпеки харчових продуктів відповідно до статті 5. Крім того, згідно зі статтею 7 інформація про харчові продукти не повинна вводити в оману. Правила найменування харчових продуктів містяться в ст. 17.
Стаття 15 (мовні вимоги) передбачає, що «обов'язкова інформація про харчові продукти повинна надаватися мовою, яку легко розуміють споживачі держав-членів, де харчовий продукт реалізується на ринку. [...] На своїй території держави-члени, в яких реалізуються харчові продукти, можуть передбачити, що інформація про харчові продукти повинна надаватися однією або кількома мовами з числа офіційних мов Союзу».
Регламент зобов'язує виробників харчових продуктів надавати споживачам обов’язкову інформацію, включаючи назву продукту, перелік інгредієнтів, алергени, кількість окремих інгредієнтів, чисту кількість продукту, термін придатності або дату "використати до", умови зберігання, дані про виробника або імпортера, країну походження (для певних категорій продуктів) та харчову цінність.

## Вегетаріанське харчування
У 2019 році в новинах повідомлялося, що цей регламент (зокрема, стаття 17) забороняє використовувати маркування вегетаріанських продуктів у ЄС, наприклад загальні терміни вегетаріанський бургер, вегетаріанська ковбаса тощо.